# Stylogaster seyrigi
Stylogaster seyrigi är en tvåvingeart som beskrevs av Eugène Séguy 1932.
Stylogaster seyrigi ingår i släktet Stylogaster och familjen stekelflugor. Artens utbredningsområde är Madagaskar. Inga underarter finns listade i Catalogue of Life.